# Ctenotus gagudju
Ctenotus gagudju (магельський гребневухий сцинк) — вид сцинкоподібних ящірок родини сцинкових (Scincidae). Ендемік Австралії.

## Поширення і екологія
Магельські гребневухі сцинки мешкають на заході Арнемлендського уступа на Північній Території, на території Національного парка Какаду. Вони живуть в рідколіссях.